# Montes Otish
Los Montes Otish (en francés: Monts Otish) son una serie de colinas altas en el centro geográfico de la provincia de Quebec, al este de Canadá, al norte del lago Mistassini y el Embalse Manicouagan. Dentro de las altas colinas se encuentra la Reserva de Fauna de los Lagos Albanel-Mistassini y Waconichi (Réserve faunique des Lacs-Albanel-Mistassini-et-Waconichi).